# Loquitzradwanderweg
Der Loquitzradwanderweg ist ein Radwanderweg, der den Saale-Radwanderweg mit dem südlich liegenden Rennsteig-Radwanderweg verbindet. Die Strecke beginnt bei Ziegelhütte zwischen Steinbach am Wald und Lauenhain, führt über Ludwigsstadt, Probstzella, Unterloquitz bis Kaulsdorf und überwindet etwa 457 Meter Höhenunterschied. Das am Loquitzradwanderweg gelegene Ludwigsstädter Schiefermuseum beinhaltet eine Ausstellung über Schieferbergbau. Über Lauenstein ragt die Mantelburg auf, die in regelmäßig stattfindenden Führungen besichtigt werden kann.
In der am Weg gelegenen „Fischbachmühle“ werden Kaffee und Pralinen verkauft. Der Loquitzradweg überquert den früheren Eisernen Vorhang bei der Villa Falkenstein, die ehemals genau auf der Grenze zwischen der DDR und der BRD stand. Ein Gedenkstein und ein ebenfalls museal ausgestalteter Grenzturm auf dem Hopfberg erinnern an die innerdeutsche Grenze und deren Öffnung im Jahre 1989.
Im Bahnhof Probstzella (heute RE und RB Haltestelle) können Besucher sonntags und nach Vereinbarung im historischen Empfangsgebäude von 1885 das neue DDR-Grenzbahnhof Museum besichtigen. Thüringens größtes Bauhausdenkmal, das Haus des Volkes in Probstzella beinhaltet ein Hotel und ein Restaurant. Im Haus des Volkes findet sich auch die Bundesausstellung zum Grünen Band.
Unweit der Strecke im Gölitztal befindet sich ein Freibad in Marktgölitz.
Der Loquitzradwanderweg führt weiter durch Berg- und Auenlandschaften des Loquitztales und endet nach rund 30 km in Kaulsdorf (Saale) in der Nähe der Loquitzmündung in die Saale.